# Dirka po Sloveniji 1995
Dirka po Sloveniji 1995 je bila tretja izvedba Dirke po Sloveniji. To je bila polprofesionalna etapna dirka, ki je potekala od 7. do 13. maja 1995, v skupni dolžini dirke 982 km.
Dirka se je začela se s ekipnim kronometrom, kriterijem in kriterjiem na izpadanje v Krškem in se še z 7 dodatnimi pravimi etapami zaključila v Ljubljani, drugič od le treh dirk izven Novega mesta.
Najboljši v skupni razvrstitve je bil Valter Bonča (ZG Mobili, dirko vozil za Aki-Gipiemme), drugo in tretje mesto sta zasedla Boris Premužič (Rog) in Marco Antonio di Renzo (Italija). 
Po kriteriju na izpadanje je vozil prvo etapo v rumeni majici Adama Laurent. V prvi etapi je s dolgim pobegom zmagal Robert Pintarič in prevzel rumeno majico, ki jo nosil vse do pete etape. Takrat je postal vodilni Valter Bonča, ki je ohranil mesto do zadnje etape. 
Najboljši so bili: po točkah Luca Pavanello (bela), na gorskih ciljih Marco Di Renzo (modra), najboljši mladi kolesar Sergej Autko (pikčasta), na letečih ciljih Frank Høj (zelena) in ekipno najboljša Italija.
Zmagovalec dirke je od avtohiše Avtoimpex dobil avto Škoda Felicia, vreden 17.000 nemških mark. 

## Ekipe
Dirko je začelo 118 kolesarjev iz 20 ekip, od tega jo je končalo 67 kolesarjev.
Prvič v zgodovini te dirke so nastopile tudi profesionalne ekipe, skupaj tri.

### Profesionalni klubi
- Aki–Gipiemme
- Collstrop–Lystex
- Rotan Spiessens–Hot Dog Louis

### Amaterski klubi
- Rog Ljubljana
- KD Krka
- Sava Kranj
- Savaprojekt (Krško)
- Celje
- RSV Histor Öschelbronn
- Caneva

### Državne reprezentance
- Slovenija (mladi)
- Češka
- Belorusija
- Hrvaška
- Finska
- Italija
- Kazakhstan
- Nizozemska
- Rusija
- Nemčija

## Trasa in etape
| Etapa  | Datum   | Trasa                    | Dolžina | Disciplina | Disciplina            | Zmagovalec             |        |
| ------ | ------- | ------------------------ | ------- | ---------- | --------------------- | ---------------------- | ------ |
| 0      | 7. maj  | Grosuplje                | 2,5 km  |            | ekipni kronometer     | Rog                    |        |
| 0      | 7. maj  | Grosuplje                | 2,5 km  |            | kriterij              | Marco Antonio di Renzo |        |
| 0      | 7. maj  | Grosuplje                | 2,5 km  |            | kriterij na izpadanje | Adam Laurent           |        |
| 1      | 8. maj  | Otočec – Kamnik          | 162 km  |            | hribovska etapa       | Robert Pintarič        |        |
| 2      | 9. maj  | Krško – Impoljca – Krško | 24 km   |            | kronometer            | Robert Pintarič        |        |
| 3      | 9. maj  | Novo mesto – Novo mesto  | 72 km   |            | ravninska etapa       | Luca Pavanello         |        |
| 4      | 10. maj | Novo mesto – Portorož    | 197 km  |            | hribovska etapa       | Frank Høj              |        |
| 5      | 11. maj | Portorož – Nova Gorica   | 177 km  |            | hribovska etapa       | Boris Premužič         |        |
| 6      | 12. maj | Nova Gorica – Kranj      | 178 km  |            | gorska etapa          | Luca Pavanello         |        |
| 7      | 13. maj | Otočec – Ljubljana       | 172 km  |            | razgibana etapa       | Branko Filip           |        |
| Skupaj | Skupaj  | 982 km                   | 982 km  | 982 km     | 982 km                | 982 km                 | 982 km |

## Razvrstitev vodilnih
| Etapa          | Zmagovalec      | Skupno          | Po točkah       | Gorski cilji       | Mladi kolesarji | Leteči cilji    | Ekipno     |
| -------------- | --------------- | --------------- | --------------- | ------------------ | --------------- | --------------- | ---------- |
| 0              | Adam Laurent    | Adam Laurent    | ni podatka      | Jevgenij Golovanov | Boštjan Mervar  | Marco Di Renzo  | ni podatka |
| 1              | Robert Pintarič | Robert Pintarič | ni podatka      | Marco Di Renzo     | ni podatka      | Robert Pintarič | ni podatka |
| 2              | Robert Pintarič | Robert Pintarič | ni podatka      | Marco Di Renzo     | Gorazd Štangelj | Robert Pintarič | ni podatka |
| 3              | Luca Pavanello  | Robert Pintarič | Marco Di Renzo  | Thomas Fleischer   | Gorazd Štangelj | Frank Høj       | ni podatka |
| 4              | Frank Høj       | Robert Pintarič | Frank Høj       | Thomas Fleischer   | Gorazd Štangelj | Marco Di Renzo  | ni podatka |
| 5              | Boris Premužič  | Valter Bonča    | Robert Pintarič | Marco Di Renzo     | Sergej Autko    | Frank Høj       | ni podatka |
| 6              | Luca Pavanello  | Valter Bonča    | Luca Pavanello  | Marco Di Renzo     | Sergej Autko    | Frank Høj       | ni podatka |
| 7              | Branko Filip    | Valter Bonča    | Luca Pavanello  | Marco Di Renzo     | Sergej Autko    | Frank Høj       | Italija    |
| Končni nosilci | Končni nosilci  | Valter Bonča    | Luca Pavanello  | Marco Di Renzo     | Sergej Autko    | Frank Høj       | Italija    |

## Končna razvrstitev
| Legenda | Legenda                      | Legenda | Legenda                          |
| ------- | ---------------------------- | ------- | -------------------------------- |
|         | Zmagovalec skupnega seštevka |         | Zmagovalec gorskih ciljev        |
|         | Zmagovalec po točkah         |         | Zmagovalec med mladimi kolesarji |
|         | Zmagovalec letečih ciljev    |         | Zmagovalec med ekipami           |

### Skupno
| Uvr. | Kolesar                | Ekipa                    | Čas         |
| ---- | ---------------------- | ------------------------ | ----------- |
| 1.   | Valter Bonča           | ZG Mobili (AKI Gipiemme) | 25h 34' 13" |
| 2.   | Boris Premužič         | Rog                      | + 17"       |
| 3.   | Marco Antonio Di Renzo | Italija                  | + 1' 10"    |
| 4.   | Lorenzo di Silvestro   | Italija                  | + 1' 42"    |
| 5.   | Massimiliano Gentili   | Italija                  | + 1' 48"    |
| 6.   | Sergej Autko           | Celje                    | + 2' 07"    |
| 7.   | Thomas Fleischer       | Collstrop                | + 2' 32"    |
| 8.   | Valoti                 |                          | + 3' 45"    |
| 9.   | Andreas Lebsanft       | Nemčija                  | + 3' 53"    |
| 10.  | Slavomir Heger         | Češka                    | + 3' 56"    |

### Po točkah
| Uvr. | Kolesar                | Ekipa     | Točke |
| ---- | ---------------------- | --------- | ----- |
| 1.   | Luca Pavanello         | Italija   |       |
| 2.   | Robert Pintarič        | Rog       |       |
| 3.   | Marco Antonio Di Renzo | Italija   |       |
| 4.   | Boris Premužič         | Rog       |       |
| 5.   | Frank Høj              | Collstrop |       |

### Gorski cilji
| Uvr. | Kolesar                | Ekipa           | Točke |
| ---- | ---------------------- | --------------- | ----- |
| 1.   | Marco Antonio Di Renzo | Italija         |       |
| 2.   | Thomas Fleischer       | Collstrop       |       |
| 3.   | Robert Pintarič        | Rog             |       |
| 4.   | Gentili                | Italija         |       |
| 5.   | Branko Filip           | Slovenija (ml.) |       |

### Mladi kolesarji
| Uvr. | Kolesar      | Ekipa | Čas         |
| ---- | ------------ | ----- | ----------- |
| 1.   | Sergej Autko | Celje | 25h 36' 20" |

### Leteči cilji
| Uvr. | Kolesar                | Ekipa       | Točke |
| ---- | ---------------------- | ----------- | ----- |
| 1.   | Frank Høj              | Collstrop   |       |
| 2.   | Robert Pintarič        | Rog         |       |
| 3.   | Marco Antonio Di Renzo | Italija     |       |
| 4.   | Thomas Fleischer       | Collstrop   |       |
| 5.   | Bogdan Ravbar          | Savaprojekt |       |

### Ekipno
| Uvr. | Ekipa           | Čas         |
| ---- | --------------- | ----------- |
| 1.   | Italija         | 75h 15′ 53″ |
| 2.   | Češka           | + 7′ 04″    |
| 3.   | Collstrop       | + 9′ 30″    |
| 4.   | AKI Gipiemme    | + 9′ 43″    |
| 5.   | Rog             | + 12′ 44″   |
| ...  | ...             | ...         |
| 8    | Celje           | + 32′ 49″   |
| 9    | Krka            | + 41′ 40″   |
| 10   | Slovenija (ml.) | + 47′ 55″   |